# Kinyiganyige
Kinyiganyige är ett vattendrag i Burundi.   Det ligger i provinsen Ruyigi, i den centrala delen av landet, 100 kilometer öster om huvudstaden Bujumbura.
Omgivningarna runt Kinyiganyige är en mosaik av jordbruksmark och naturlig växtlighet. Runt Kinyiganyige är det ganska tätbefolkat, med 160 invånare per kvadratkilometer.